# محمد علي سفاري
محمد علي خضر الشهير بـ سفاري (10 فبراير 1985 - ) لاعب كرة قدم سوداني دولي، كان لاعباً لنادي المريخ ومنتخب السودان لكرة القدم.

## الإنجازات

### مع المريخ
- الدوري السوداني الممتاز (2): 2008، 2011.
- كأس السودان (6): 2005، 2006، 2007، 2008، 2010، 2012.

### مع المنتخب السوداني
- كأس سيكافا (1): 2006.

## وصلات خارجية
- محمد علي سفاري على موقع National Football Teams